# The Imposter
The Imposter é um documentário britânico de 2012 sobre Frédéric Bourdin, que personificou Nicholas Barclay, um garoto do Texas que havia desaparecido aos 13 anos, em 1994. Dirigido por Bart Layton, seu lançamento ocorreu em 24 de agosto de 2012.